# 杨二车娜姆
杨二车娜姆（1966年8月25日—），中国摩梭人，女歌手、作家、旅行者、演员。现为《时尚—中国服装》杂志专栏作家。她姓杨，名二车娜姆，但有时被人称作“杨二”、“杨二车”或者“娜姆”。她的名字在国外媒体中一般作 。在2007年担任《快乐男声》评委期间常常鬓角带一朵大红花，因而被一些人戏称为“红花教主”。

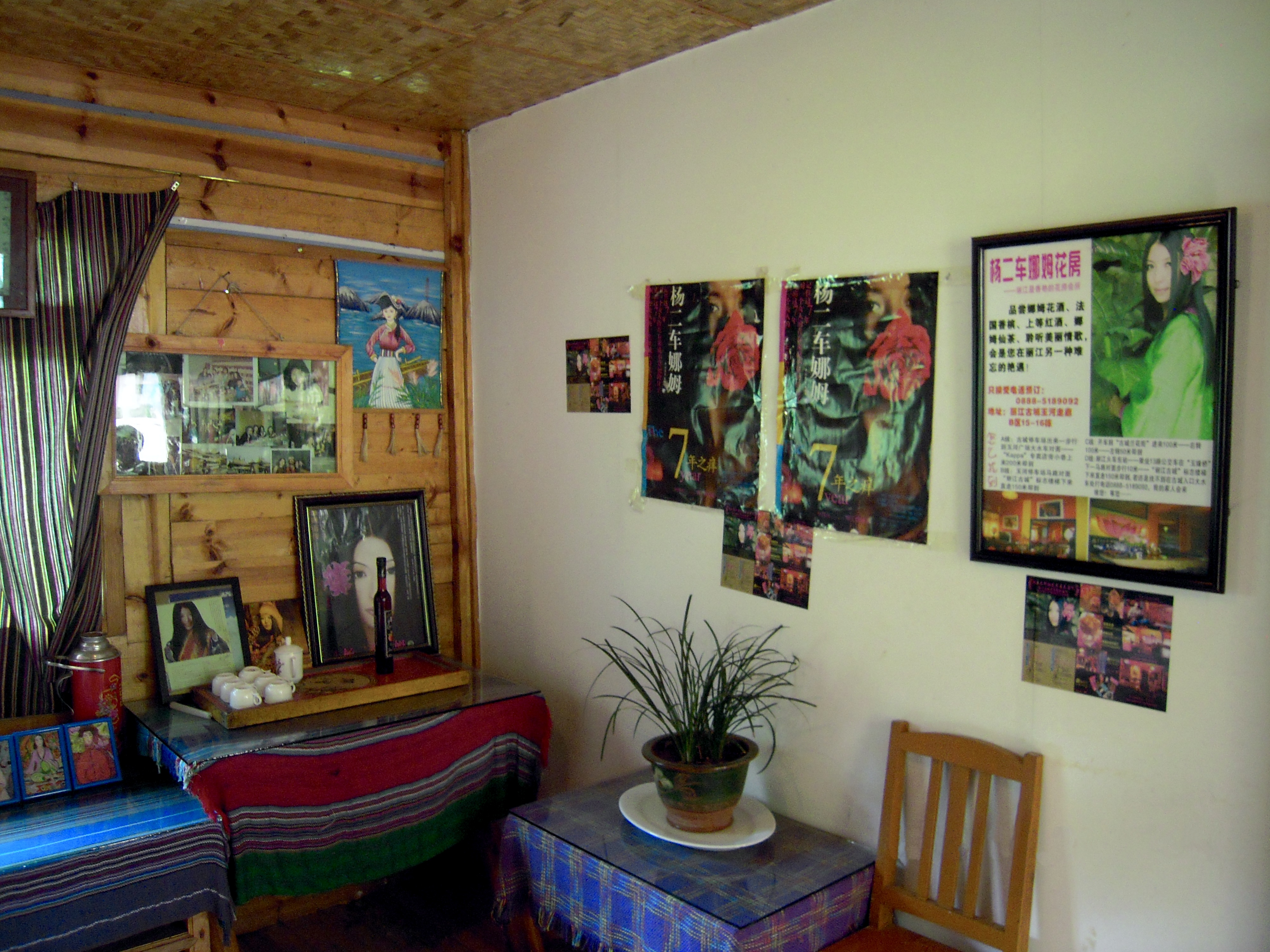
杨二车娜姆阿妈家（出生地），目前允许游客参观

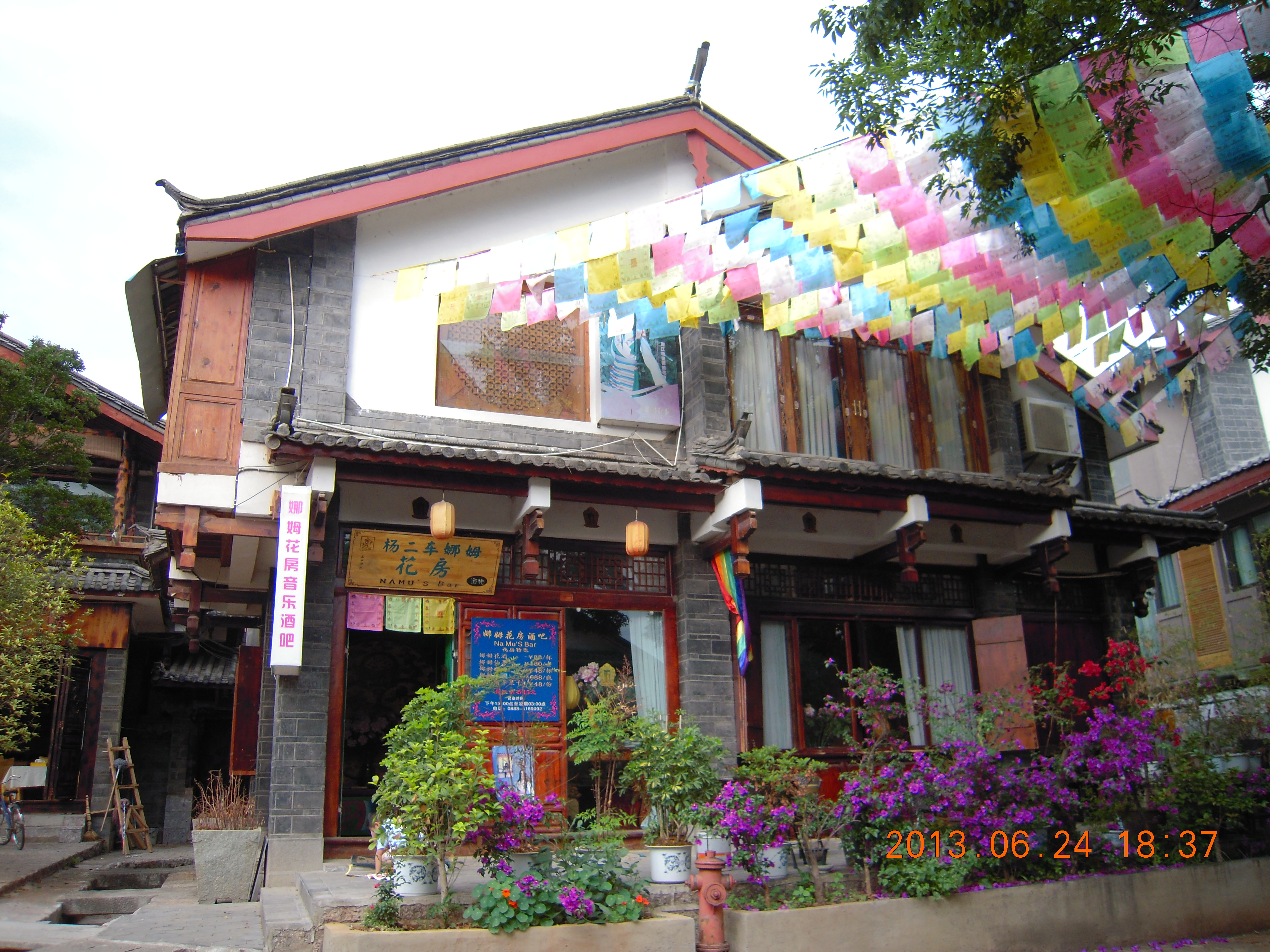
由杨二车娜姆经营的酒吧，位于丽江古城

## 生平
杨二车娜姆1966年在四川泸沽湖边小落水村长大，母亲家族姓杨，她的名字二车娜姆是一个喇嘛起的，意思是“宝石仙女”。杨二车娜姆6岁时有了第一双鞋。在十几岁时带着6个熟鸡蛋步行5昼夜之后走出山区 。一说她13岁考入上海音乐学院，一说她14岁进入四川凉山彝族自治州歌舞团，16岁考入上海音乐学院。
上海音乐学院毕业后杨二车娜姆进入中央民族歌舞团。1989年她开始筹备第一场演唱会，但因六四事件被迫取消。1990年与美国人安德烈结婚离开中国到美国旧金山，离婚之后自己打工游历美国。后在意大利当模特，游历欧洲各国，到日本、新加坡和台湾等地讲学和演出。

## 著作
杨二车娜姆1997年开始写作出版。
- 《走出女儿国》：自传小说
- 《走回女儿国》
- 《中国红遇见挪威蓝》：与挪威外交官石丹梧的爱情
- 《七年之痒·中国红别了挪威蓝》：与石丹梧的分手
- 《你也可以》
- 《女人品——闻香识女人》、《女人游——凤眼看天下》、《女人梦：烟雨是天涯》
- 《暗香》：关于中国女性性感与韵味的美文合集
- 《长得漂亮不如活得漂亮》

## 电影
- 2007年参演电影《牛奶风尚》[5]，扮演一个美国男孩的继母。

## 《快乐男声》评委
杨二车娜姆在2007年担任湖南卫视《快乐男声》的评委。因为她的言辞辛辣被一些人认为类似《超级女声》的评委柯以敏。有人还整理编辑了她的语录。
2007年4月21日，在《快乐男声》西安赛区的预选赛第二场，因为她要求一个吉他弹唱的选手放掉吉他加唱一首被拒绝，因此认为他不全面，要将该选手淘汰，与另一评委郑钧发生争吵。郑钧表示杨二车娜姆不是在选拔“男声”，而是在选拔“男色”。

## 感情生活
- 1989年和美国《国家地理杂志》摄影记者安德烈（绰号“鹌鹑蛋”）结婚，婚后1990年定居美国加州旧金山。离婚之后一度在当地打工，过了一段艰苦的日子。其间一只耳朵因发烧聋了。
- 1996年在丽江大地震之后从美国[4]（一说意大利[9]）赶回中国，在北京偶遇年轻的挪威外交官石丹梧相爱。二人同居，杨二车娜姆在北京，石丹梧在瑞士，号称“国际走婚”。但七年之后分手，原因除了聚少离多之外，还有，她认为，因為石丹梧是披头士的歌迷，只是把她当作小野洋子的替身。

## 其他
- 在她的家乡小落水村，杨二车娜姆自己建了一座“杨二车娜姆博物馆”[5]，4间睡房对外出租，600元钱一个晚上，还有2间房子给艺术家免费住[1]。
- 杨二车娜姆在北京的家布置得极有民族特色。外国人参观一次杨二车娜姆收费500美元[10]。
- 杨二车娜姆在一次被蒙藏委员会邀请访问台湾期间被王洛宾认为干女儿[2]。
- 2010年4月23日，杨二车娜姆在丽江玉河走廊的丽江娜姆花房酒吧开业[11]。